# Ariane charmante
Polyerata decora
Espèce
Statut de conservation UICN

 LC  : Préoccupation mineure
Statut CITES
L’Ariane charmante (Polyerata decora) est une espèce de colibris de la sous-famille des Trochilinae.

## Distribution
L’Ariane charmante est présente au Costa Rica et au Panama.

Carte de répartition de l'espèce

## Référence
(en) « Neotropical Birds Online », Cornell Lab of Ornithology, 25 juillet 2011